# Воєнна біосферна катастрофа

Міжнародна символіка зброї масового ураження

Воєнна біосферна катастрофа — ядерна катастрофа, глобальні екологічні наслідки застосування зброї масового знищення (ядерної, хімічної, біологічної тощо). До нинішнього часу при аналізі глобальних екологічних наслідків беруться до уваги понад 10 сценаріїв ядерної війни, серед яких особливий інтерес являють сценарії, розроблені колективом під керівництвом М. М. Моісеєва (1985). Показано, що головним кліматичним наслідком ядерного конфлікту стане різке падіння температури біля поверхні суші приблизно на 15 °C («ядерна зима») як у разі удару потужністю 10 тис. Мт, так і 100 Мт, внаслідок викиду в атмосферу величезної кількості пилу, диму і сажі від вибухів і виниклих пожеж. Для періоду вимивання забруднюючого аерозоля в 1-й місяць потік сонячного випромінювання до поверхні Землі буде нижчий 3 % його нормальної величини. Високогір'я, навпаки, прогріються, що приведе до повеней континентального масштабу. Відбуватимуться жорстокі урагани.
Великий ядерний конфлікт докорінно вплине на клімат через настання темряви («ядерна ніч»), зміни глобальної циркуляції повітря. Впродовж 1-го місяця встановиться атмосферний обмін між Північною і Південною півкулями з подальшим падінням там температури. Як наслідок «ядерної ночі» і «ядерної зими» станеться припинення фотосинтезу, вимерзання рослинності на величезних територіях, а в результаті цього — масова загибель тварин.
Протягом найближчого десятиліття після ядерної катастрофи будуть формуватися біоценози нового типу (як правило, дуже збідненні), відбуватимуться нестабільні реакції структурних і функціональних властивостей екосистем на зміну чинників середовища, накопичення і перетворення мертвої органічної речовини, вибіркова загибель вищих форм життя, спалахи масового розвитку нижчих організмів, масове виникнення аномальних рослин і тварин, порушення їх фізіологічних функцій, поведінки, виникнуть пандемії, що охоплюватимуть усі форми життя, порушуватимуться (в результаті масового ушкодження гонад і збільшення частоти мутацій) процеси успадкування. Велика кількість мутантів з незвичайними властивостями опиниться поза взаємними адаптаціями, що також посилюватиме нестійкість і непередбачуваність процесів в нових екосистемах. Негайне руйнування від ядерних вибухів у поєднанні з подальшою темрявою, морозом, радіоактивністю, посиленням ультрафіолетової радіації призведе до великого руйнування середовища існування людей, які залишаться в живих після ядерних вибухів.
За оцінками міжнародних комісій, при потенційному ядерному конфлікті загине одноразово 1,1 млрд людей і стільки ж буде поранено. Внаслідок голоду, відсутності питної води, втрати жител, краху сільського господарства, екстремального стану чинників середовища загинуть ще 4 млрд людей, що пережили ядерний удар, серед людей масово поширюватимется променева хвороба, ракові захворювання. Сильно почастішають спадкові хвороби. Кліматичні зміни у південній півкулі призведуть до того, що існування всіх людей буде поставлено під сумнів. У північній півкулі, можливо, взагалі ніхто не виживе. Не виключена імовірність повного зникнення Homo sapiens.
В.б.к. посилюється тим, що в результаті цивільної господарської діяльності стан біосфери вже досяг критичного рівня.
Упродовж сучасної (після закінчення другої світової війни) історії людство витратило на озброєння велетенські кошти. При цьому доля військових витрат у ВНП складала у США менш 6 %, у ФРН — близько 3 %, в Японії — 1 %. Число зайнятих у військовій промисловості досягало в США 3,35 млн чоловік, у ФРН — 290 тис. чоловік, в Швеції — 28 тис. чоловік.
Як відомо, зростаючі військові витрати чинять пряму негативну дію на державний бюджет. Тим паче, що зростання питомої ваги військових витрат у бюджетах країн, що розвиваються, відбувається одночасно з різким скороченням його долі, використовуваної на освіту і охорону здоров'я, тобто на розвиток тих сфер соціального обслуговування населення, в яких такі країни випробовують особливу нужду. При цьому країни з найменшим національним доходом на душу населення, як правило, виділяють на військові галузі більшу частину свого бюджету, ніж промислово розвинені країни.
Фахівці вважають, що використання лише 10 % світових воєнних витрат на рішення глобальних проблем поклали б край масовому голоду, неписьменності, хворобам, дозволили б здолати убогість і відсталість сотень мільйонів людей, запобігти екологічній катастрофі на планеті.

## Ресурси Інтернету
- Экологические последствия современных войн [Архівовано 2 грудня 2016 у Wayback Machine.]
- Моисеев Н. Н. Быть или не быть человечеству? [Архівовано 25 листопада 2016 у Wayback Machine.]
- Характеристика некоторых глобальных проблем современности [Архівовано 26 січня 2017 у Wayback Machine.]
- Вооружение-разоружение как глобальная проблема